# Mason Fitch Cogswell
Mason Fitch Cogswell est né le 28 septembre 1761 à Canterbury (Connecticut) aux États-Unis et mort le 17 décembre 1830 à Hartford, dans le Connecticut aux États-Unis. Mason Fitch Cogswell est un médecin américain et un père d'Alice Cogswell, très influente de l'histoire culturelle pour la culture sourde américaine.

## Biographie
Mason Fitch Cogswell est un des cinq enfants de James Cogswell et Alice Fitch. En 1972, Mason a perdu sa mère. Son père déménage et il laisse son fils Mason à la garde de Samuel Huntington, un  homme d'État, juriste et Patriot lors de la Révolution américaine. En 1780, il reçoit le diplôme  de l'université Yale. Il a étudié la médecine avec son frère James Cogswell. En 1789, Cogswell a créé un cabinet médical à Hartford, où il a exercé jusqu'à sa mort en 1830. Il  est devenu l'un des plus connus des chirurgiens dans le pays pour avoir été le premier chirurgien d'une extraction réussie de cataracte. En 13 avril 1800, il est marié avec Mary Austin Cogswell et a eu cinq enfants dont Alice Cogswell. Alice devient sourde à l'âge de deux ans à cause d'une maladie. Mason est préoccupé de l'éducation pour sa fille. La voisine de la famille Cogswell est la famille de Gallaudet où un des leurs enfants est Thomas Hopkins Gallaudet. Thomas a aperçu Alice et il a tenté de lui apprendre quelques mots en écrivant et dessinant sur la terre. Mason apprend que la famille Braidwood a une éducation pour les sourds en Angleterre et lui demande de se renseigner pour apporter aux États-Unis, surtout pour éduquer Alice. 15 mois après que Thomas est parti pour l’Angleterre, il est revenu avec Laurent Clerc, le professeur français et lui-même sourd. Mason s'est investi pour la fondation d'école avec Thomas Hopkins Gallaudet et Laurent Clerc, ils obtiennent l'école : l'École américaine pour les sourds, et Alice est un des sept premiers sourds. 
Mason Fitch Cogswell est décédé d'une pneumonie le 17 décembre 1830 puis, sa fille Alice est morte à son tour, le 30 décembre 1830, à l'âge de vingt-cinq ans.